# فرجام چاقالو
فرجام چاقالو (انگلیسی: Fatty's Finish) یک فیلم کوتاه کمدی به کارگردانی راسکو آرباکل است که در سال ۱۹۱۴ منتشر شد.

## گزیدهٔ بازیگران
- راسکو آرباکل
- مینتا دارفی
- هنک من
- اَل سنت جان